# Антипин, Афанасий Никитич
Афанасий Никитич Антипин (7 ноября 1922 — 13 июля 1980) — участник ВОВ, учитель, директор Института усовершенствования учителей, писатель

## Биография
Родился в Киренске в рабочей семье.
После окончания в 1940 году средней школы был призван в ряды Красной Армии.

## Участие в Великой Отечественной войне
С июня 1941 года и до конца войны находился в действующей армии в должности командира отделения артиллерийской разведки. Был трижды ранен.

## Послевоенное время
После демобилизации непродолжительное время работал учителем географии в г. Киренске и методистом детской экскурсионно-туристической станции в Иркутске.
В 1949 году поступил на заочное отделение географического факультета Иркутского университета, который с отличием окончил в 1956 году.
С 1951 по 1959 год работал в средней школе № 61 г. Иркутска учителем географии, завучем, директором. Работая в школе, много времени уделял организации краеведческой работы.
В этот период жизни начал серьёзно заниматься проблемами воспитания учащихся, особенно проблемами воспитания в коллективе.
Разработку проблем воспитания продолжал, работая с 1959 года в Институте усовершенствования учителей, сначала заведующим кабинетом педагогики, а с 1969 года — его директором.
Педагогические взгляды А. Н. Антипина изложены более чем в 200 статьях, опубликованных в газетных, журнальных изданиях, календарях и сборниках, в докладах на Центральных педагогических чтениях, в докладах и лекциях, прочитанных для работников образования области во время повышения их квалификации в институте.
А. Н. Антипин был талантливым детским писателем. Его перу принадлежат книги о детях и для детей:
- «Разговор о детях»
- «Первый увал»
- «Звонок на урок» и др.

За период работы в качестве директора ИУУ им была разработана система технологии повышения квалификации учителей, синтез педагогической теории и практики через научно-практические конференции и педагогические чтения.
Много времени уделял общественным делам: в течение 20 лет возглавляя областное отделение Педагогического общества, дважды избирался народным депутатом городского Совета, состоял в КПСС с 1967 года.
Награждён тремя орденами и семью медалями.
В 1966 году ему было присвоено звание заслуженного учителя школы РСФСР.
Похоронен на Радищевском кладбище в Иркутске.

## Память
В память об Антипине была учреждена премия его имени «За творческую методическую работу в учреждениях просвещения Иркутской области».
Его имя было присвоено Музею народного образования Иркутской области.
На доме, где жил Антипин, в память о нём установлена мемориальная доска.